# Dictyopharoides apicalis
Dictyopharoides apicalis är en insektsart som beskrevs av Melichar 1912. Dictyopharoides apicalis ingår i släktet Dictyopharoides och familjen Dictyopharidae. Inga underarter finns listade i Catalogue of Life.